# Бернсен
Бернсен (њем. Börnsen) општина је у њемачкој савезној држави Шлезвиг-Холштајн. Једно је од 131 општинског средишта округа Херцогтум Лауенбург. Према процјени из 2010. у општини је живјело 4.028 становника. Посједује регионалну шифру (AGS) 1053012, NUTS (DEF07) и LOCODE (DE BRN) код.

## Географски и демографски подаци
Бернсен се налази у савезној држави Шлезвиг-Холштајн у округу Херцогтум Лауенбург. Општина се налази на надморској висини од 48 метара. Површина општине износи 8,4 km². У самом мјесту је, према процјени из 2010. године, живјело 4.028 становника. Просјечна густина становништва износи 479 становника/km².